# Incêndio no World Trade Center de 1975
O Incêndio no World Trade Center de 1975 foi um incêndio criminoso que ocorreu na Torre Norte (1 WTC) do World Trade Center em Lower Manhattan, Nova Iorque, em 12 de fevereiro de 1975. O incêndio inicial começou e se espalhou do 11º andar, entre o 9º e o 14º andares, mas foi rapidamente controlado pelos bombeiros. O incendiário foi capturado três meses depois, em 20 de maio, e foi identificado como Oswald Adorno, um zelador que trabalhava no WTC, que alegou como motivo para cometer o crime era estar “descontente com seu empregador”, disse o Comissário dos Bombeiros Stephen J. Murphy.
Não houve vítimas diretas com algumas sofrendo apenas ferimentos leves, com alguns casos de inalação de fumaça; os custos dos danos foram estimados em US$ 1.000.000. Em 1981, um sistema de rociadores de incêndios de US$ 45 milhões foi aprovado e começou a ser instalado no edifício como resultado do incêndio. Algumas leis municipais relativas à segurança contra incêndios também foram atualizadas.

## Incêndio
Em 12 de fevereiro de 1975, aproximadamente às 23h45, um incêndio com três alarmes irrompeu no 11º andar dos escritórios da B.F. Goodrich Company na torre norte do World Trade Center. Posteriormente, o fogo se espalhou para outros seis andares entre o 9º e o 14º andar através do núcleo de serviço interno da torre por meio de cabos telefônicos em um poço de cabos, mas não se espalhou para outras salas ou corredores.
Depois que um porteiro da torre acionou o alarme de incêndio quando o detector de fumaça atrasou (porque o sistema de ar-condicionado estava desligado à noite), os engenheiros do edifício colocaram o ar-condicionado no modo de purga para soprar ar no núcleo do edifício e evitar a propagação do fogo.
Um total de 132 bombeiros, com 24 equipamentos de combate a incêndio, respondeu ao incêndio; cinquenta pessoas, principalmente da equipe de manutenção, foram evacuadas e, em seguida, os bombeiros pegaram um elevador de carga para o 9º andar, conectaram mangueiras a tubos de suporte no 10º andar e começaram a subir o prédio enquanto extinguiam o incêndio. As chamas das janelas quebradas do 11º andar podiam ser vistas; as janelas quebradas podem indicar que o fogo havia atingido mais de 700 °C. O fogo foi extinguido quase imediatamente e o incêndio original foi extinguido em três horas.

## Caso criminal
No momento do evento, não se sabia a causa do incêndio. Ralph Graniela e Thomas Flanagan, ambos bombeiros, trabalharam disfarçados na torre, fazendo-se passar pela equipe de manutenção para tentar encontrar e capturar o incendiário. Em 19 de maio de 1975, outro incêndio eclodiu no WTC à noite. Foi depois desse incêndio que os bombeiros disfarçados começaram a suspeitar que Oswald Adorno, de 19 anos, um zelador que trabalhava no WTC, havia iniciado os incêndios.
Em 20 de maio de 1975, Oswald Adorno foi levado pelos bombeiros para a 1ª Delegacia de Polícia sob acusações de provocar seis incêndios no World Trade Center durante o mês de maio. Posteriormente, foi confirmado que ele também havia sido o responsável pelo incêndio de fevereiro no WTC.
O comissário interino do Corpo de Bombeiros, Stephen J. Murphy, disse que Adorno disse aos bombeiros que o motivo para iniciar os incêndios foi porque ele estava "descontente com seu empregador. Ele disse que não estava recebendo o devido reconhecimento". O vice-chefe dos bombeiros, Michael O'Connor, acrescentou: “Ele disse que seu chefe o fazia trabalhar demais, que o obrigava a cobrir muitos andares”. Adorno foi acusado de sete casos de incêndio criminoso de segundo grau.

## Consequências

### Danos e feridos
Dezesseis bombeiros foram tratados no local por inalação de fumaça e ferimentos leves, com mais vinte bombeiros sendo tratados após o incêndio, além de vinte bombeiros e oito ocupantes do WTC tratados por exposição à fumaça e ferimentos leves. Não houve vítimas diretas.
Albert Ullman, especialista em exportação da R. J. Saunders, Inc., supostamente teve um ataque cardíaco ao chegar ao trabalho em uma manhã e encontrar seu escritório queimado. Ele foi levado às pressas para o Beekman-Downtown Hospital, onde foi declarado morto.
Embora tenha se espalhado por cerca de 65% da seção de escritórios do 11º andar, o incêndio não causou nenhum dano estrutural grave à torre e nenhuma treliça precisou ser substituída. Um porta-voz da Autoridade Portuária de Nova Iorque e Nova Jérsei informou que apenas o 11º andar sofreu danos causados diretamente pelo fogo, com o o 10º e o 9º andares sofrendo grandes danos causados pela água. Danos causados pela fumaça se estenderam até o 15º andar. Os custos e danos foram estimados em US$ 1.000.000, o que exigiu que nove escritórios fossem realocados dentro do WTC.

### Inclusão dos rociadores de incêndios
Em 12 de março de 1981, a Autoridade Portuária iniciou a construção de um sistema de rociadores de incêndios na Torre Norte, a um custo de aproximadamente US$ 45 milhões, como resultado do grande incêndio ocorrido seis anos antes.

### Atualização no código de incêndio
As leis da cidade de Nova Iorque foram atualizadas para exigir que as estruturas com andares sejam divididas em unidades de 7.500 pés quadrados ou menos, a lei também passou a exigir sistemas de detecção de fumaça que desliguem o sistema de ar-condicionado em caso de incêndio para que se evite a propagação do fogo.